# 中津川市役所
中津川市役所（なかつがわしやくしょ）は、地方公共団体である岐阜県中津川市の組織が入る施設（役所）。

## 概要
- 本庁舎と中津川市にぎわいプラザがある。
- 庁舎は1972年（昭和47年）完成。落成式は中津川文化会館とともに、市制20周年記念式典で行われた[1]。
- 中津川市にぎわいプラザ（岐阜県中津川市栄町1-1）は、1976年（昭和51年）に完成した旧・ダイエー中津川店を2000年（平成12年）に中津川市が購入した建物である。市役所の組織は4階に設置されている。

## 業務時間
- 月曜日から金曜日の8時30分から17時15分（土曜日・日曜日・祝日・年末年始を除く）

## 業務内容

### 本庁舎
5階
- 議場
- 議会事務局

4階
- 総務課
- 財政課
- 資産経営課

3階
- 秘書課
- 人事課
- 政策推進課
- 広報広聴課
- 定住推進課
- 市民協働課
- まちづくり推進プロジェクトチーム

2階
- 建設課
- 用地課
- 都市建築課
- 管理課
- リニア対策課

1階
- 防災安全課
- 保険年金課
- 市民課
- 税務課
- 会計課
- 環境施設建設推進室

### にぎわいプラザ
4階
- 教育企画課
- 学校教育課
- 幼児教育課
- 工業振興課
- 商業振興課
- 観光課
- 生涯学習スポーツ課
- 文化振興課

## 出先機関
出先機関として、中津川市の各地区に事務所が設置されている。平成の大合併で中津川市に編入された地区は「総合事務所」の名称である。
- 中津事務所
  - 中津川市かやの木町2番1号　※中津川市役所3階市民協働課が窓口
- 苗木事務所
  - 中津川市苗木7516番地の1
- 坂本事務所
  - 中津川市千旦林1197番地の10
- 落合事務所
  - 中津川市落合728番地の2
- 阿木事務所
  - 中津川市阿木27番地の1
- 神坂事務所
  - 中津川市神坂294番地の2
- 山口総合事務所
  - 中津川市山口1616番地3　　※2014年4月に旧・山口村役場の建物から移転[2]
- 坂下総合事務所
  - 中津川市坂下1665番地5
- 川上総合事務所
  - 中津川市川上1437番地1
- 加子母総合事務所
  - 中津川市加子母3519番地2　※2021年現在、旧・加子母村役場の建物を使用
- 付知総合事務所
  - 中津川市付知町4956番地43
- 福岡総合事務所
  - 中津川市福岡714番地2
- 蛭川総合事務所
  - 岐阜県中津川市蛭川2178番地8　建物は、旧・蛭川村役場（元・岐阜県立恵那高等学校蛭川分校校舎）に隣接する。

## 交通アクセス
- 中央本線中津川駅下車、徒歩約25分。
- 北恵那交通川上線「中津川市役所」バス停より徒歩すぐ。
  - 中津川駅前バスターミナルより「中津川市役所」「王子製紙前」「恵那山ウェストン公園前」行き。